# Меган Куин
Меган Куин (на английски: Meghan Quinn) е плодовита американска писателка на произведения в жанра любовен роман, романтичен трилър, хумор, чиклит и еротична литература.

## Биография и творчество
Меган Куин е родена на 18 април 1986 г. в Темекула, Южна Калифорния, САЩ. В гимназията се запалва по романтичната литература. С пълна спортна стипендия завършва специалност „Човешко развитие“ в колежа. След дипломирането си работи като координатор за сертифициране на коучинг и мениджър на събития към международната организация „Спешъл Олимпикс“ за организиране на спортни събития. Заради работата ѝ се налага да пътува ежедневно над час в едната посока, по време на което си измисля различни истории.
Първият ѝ роман „Уловен поглед“ от поредицата „Хот-Ланта“ е издаден през 2013 г., с което стартира писателската ѝ кариера. През 2016 г. става главен изпълнителен директор на Hot-Lanta Publishing, където издава книгите си.
Меган Куин живее със семейството си в Колорадо Спрингс.

## Произведения

### Самостоятелни романи
- Toxic (2013)[1][2][3][4]
- Newly Exposed (2015)
- The Mother Road (2016)
- Hustler (2016) – с Джесика Принс
- Dear Life (2016)
- Love Sincerely Yours (2018) – със Сара Ней
- The Modern Gentleman (2020)
- The Wedding Game (2021)
- The Highland Fling (2021)
- The Reunion (2022)
- Runaway Groomsman (2022)
- Untying the Knot (2022)
- Vacation Wars (2023)
- The Way I Hate Him (2023)
- The Reason I Married Him (2024)
- So This Is War (2024)
- How My Neighbour Stole Christmas (2024)

### Поредица „Хот-Ланта“ (Hot-Lanta)
1. Caught Looking (2013)[1][2][3][4]
2. Playing the Field (2013)
3. Warning Track (2014)
4. Hit and Run (2015)

### Поредица „Любов и спорт“ (Love and Sports)
1. Fair Catch (2013)[1][2]
2. Double Coverage (2014)
3. Three and Out (2014)

### Поредица „Реактивно момиче“ (Jett Girl)
1. Becoming a Jett Girl (2014)[1]
2. Being a Jett Girl (2014)
3. Forever a Jett Girl (2015)
4. Bourbon Truths (2015)

### Поредица „Девствената писателка на любовни романи“ (Virgin Romance Novelist)
1. The Virgin Romance Novelist (2015)[1][3]
2. The Randy Romance Novelist (2016)

### Поредица „Погалване“ (Stroked)
3 романа

### Поредица „Бингамтън“ (Binghamton)
4 романа

### Поредица „Запознанства по числа“ (Dating by Numbers)
4 романа

### Поредица „Синя линия“ (Blue Line Duet)
2 романа

### Поредица „Перфектен“ (Perfect)
2 романа

### Поредица „Клуб Броманс“ (Bromance Club)
3 романа

### Поредица „Късметлии“ (Getting Lucky)
4 романа

### Поредица „Бейзболисти в Брентууд“ (Brentwood Baseball)
8 романа

### Поредица „Запалени учители“ (Steamy Teacher)
3 романа

### Поредица „Ванкувърски агитатори“ (Vancouver Agitators)
1. Kiss and Don't Tell (2021)[1][3]
2. Those Three Little Words (2022)
3. Right Man, Right Time (2022)
4. He's Not My Type (2023)

### Поредица „Братя Кейн“ (Cane Brothers)
1. A Not So Meet Cute (2021)[1][2][4]
Любов от втори поглед, изд.: „Софтпрес“, София (2023), прев. Анета Пантелеева
2. So Not Meant To Be (2022)
3. A Long Time Coming (2023)

### Поредица „Не наистина кралски“ (Not Really Royal)
1. Royally Not Ready (2022)[1]
2. Royally In Trouble (2023)

### Участие в общи серии с други писатели
- The Romantic Pact (2020) – в поредицата Kings of Football[1]
- Stories of September (2020) – в едноименната поредица

### Новели и разкази
- The One Night (2021)[1]
- Resting Scrooge Face (2022)